# Período homérico

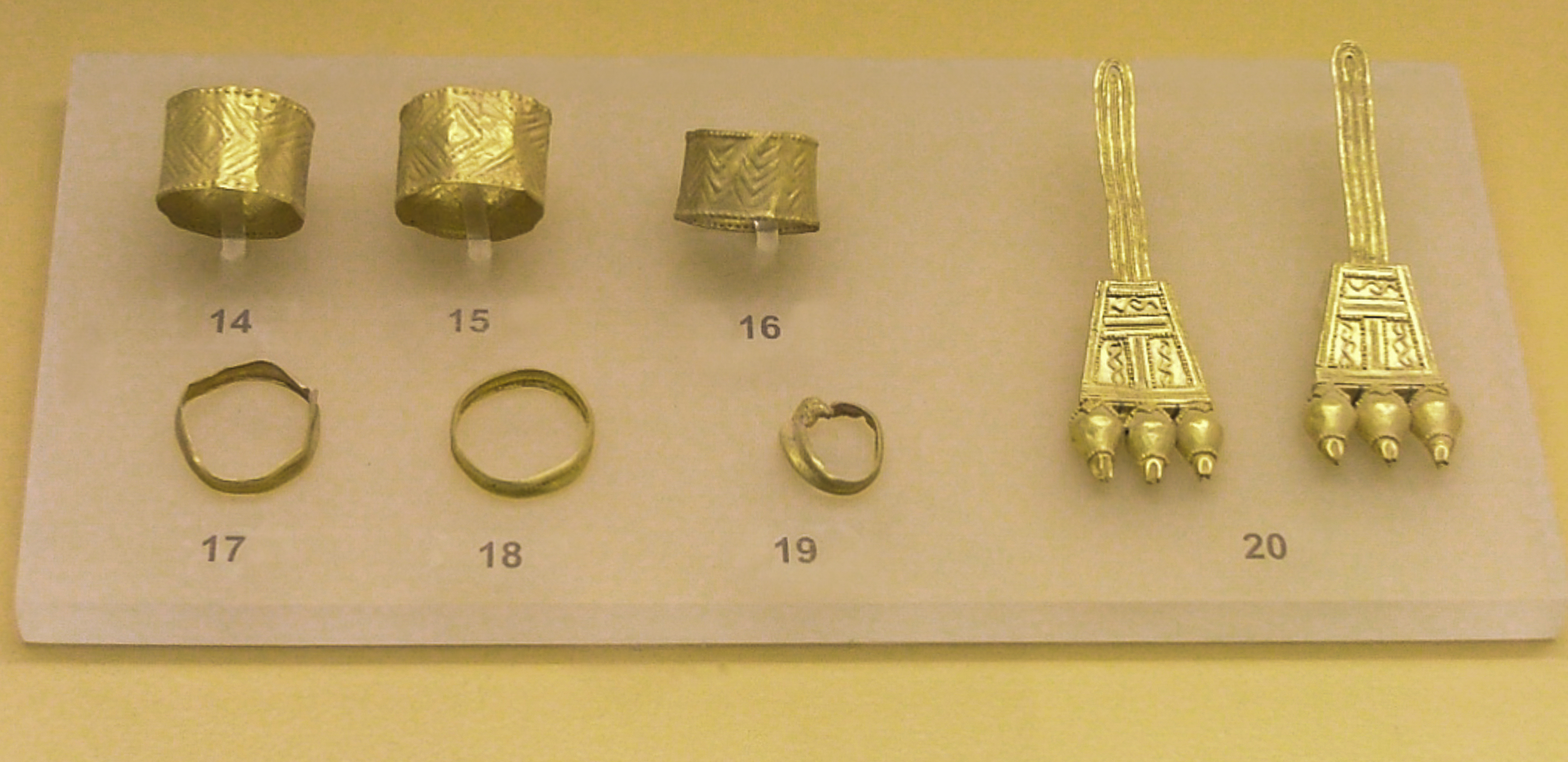
Encontrados de um enterro de cremação geométrica de uma mulher grávida rica, do noroeste. do Areópago, cerca de, Museu da Ágora Antiga de Atenas; itens 14 a 16: anéis largos de ouro nos dedos; itens 17 a 19: anéis de ouro; 20: par de brincos de ouro com terminações trapezoidais

O período homérico refere-se ao período da história da Grécia antiga que começa com a invasão dórica e o final da civilização Micênica, por volta de 1150 a.C.; e que termina com a ascensão das cidades-estados gregas, cerca de 800 a.C. Tais informações baseiam-se na literatura épica de Homero e nos primeiros registros escritos a utilizarem o alfabeto grego, no século VIII a.C.

## História
A arqueologia mostra que houve um colapso da civilização que habitava o mundo Mediterrâneo oriental durante esse período. Os grandes palácios e cidades dos micênicos foram destruídos ou abandonados. A civilização hitita entrou em colapso. Cidades inteiras foram destruídas, desde Troia até Gaza. A língua grega passou a ser escrita. A arte cerâmica do período homérico grega consistia em desenhos geométricos simplistas, a decoração figurativa da produção micênica anterior sendo inexistente. Os gregos do período homérico viviam em habitações menores e mais esparsas, o que sugere a fome, escassez de alimentos e uma queda populacional. Não foram encontrados em sítios arqueológicos nenhum artigo importado, mostrando que o comércio internacional era mínimo. O contato entre poderes do mundo exterior também foi perdido durante essa época, resultando num progresso cultural vagaroso, bem como uma atrofia em qualquer tipo de crescimento.
Os reis desse período mantiveram sua forma de governo até que foram substituídos por uma aristocracia. Mais tarde, em algumas áreas, essa aristocracia foi substituída por um setor aristocrático dentro de si próprio - a elite da elite. As técnicas militares de guerra tiveram seu foco mudado da cavalaria para a infantaria, e devido ao barato custo de produção e de sua disponibilização local, o ferro substituiu o bronze como metal, sendo usado na manufatura de ferramentas e armas. Lentamente a igualidade cresceu entre os diferentes estratos sociais, resultando na usurpação de vários reis e na ascensão do geno (γένος), ou família.
As famílias (γένοι, génoi) começaram a reconstruir seu passado, na tentativa de traçar suas linhagens a heróis da Guerra de Troia, e ainda mais além - principalmente a Hércules. Enquanto a maior parte daquelas histórias eram apenas lendas, algumas foram separadas por poetas da escola de Hesíodo. Alguns desses "contadores de histórias", como eram chamados, incluíam Hecateu de Mileto e Acusilau de Argos, mas a maioria desses poemas foram perdidos.
Acredita-se que os poemas épicos de Homero contêm um certo montante de tradição preservada oralmente durante o período homérico. A validade histórica dos escritos de Homero têm sido disputada vigorosamente (cf. a "questão homérica").
Ao fim desse período de estagnação (uma das principais características do período homérico) a civilização grega foi engolida por uma renascença que espalhou-se pelo mundo grego chegando até ao Mar Negro e à Espanha.

## O surgimento de um novo sistema de escrita
O uso do sistema silábico dos minoicos, as assim chamadas escritas lineares, caíram em nítido desuso uma vez que o novo sistema alfabético de escrita semítico, criado pelos fenícios mas tomado - e, depois, modificado - pelos gregos começou a ser empregado - para grafar não só a língua grega, mas também outras línguas no mediterrâneo ocidental da época. Antes desse turbulento período, os micênicos escreviam sua língua utilizando o Linear B, mas após o período homérico, quando a história começava novamente a ser registrada, encontramos este novo alfabeto, o habitual alfa-beta-gama. Também os etruscos mais antigos provavelmente se beneficiaram com a nova forma de escrita. Uma vez que esse povo alcançou a Itália ocidental nos séculos posteriores a 1200 a.C., esse mesmo sistema de escrita espalhou-se rapidamente pela Itália - servindo de grande valia ao latim - e chegando a ser adotado pelas tribos germânicas nortistas na forma de runas. Os lêmnios, de posse dum idioma falado na ilha egeia de Lemnos, similar à língua etrusca, usavam um alfabeto idêntico aos dos etruscos numa inscrição chamada Estela de Lemnos. As escritas lineares anteriores, contudo, não foram abandonadas inteiramente, uma vez que algumas inscrições pertencentes a séculos posteriores foram encontradas mostrando tais sistemas de escrita, como as inscrições eteocipriotas.

## Conflitos no Mediterrâneo e os Povos do Mar
É por volta dessa época que revoltas em larga escala tomaram lugar, além de tentativas de usurpação dos reinos existentes por parte de povos vizinhos vítimas da praga, inanição e penúria. O reino hitita tombou devido à invasão dos chamados "povos do mar", um conjunto de populações originárias das áreas circunvizinhas em volta do Mediterrâneo. Um outro conjunto de povos tentou tomar o Egito duas vezes: uma durante o reino de Merneptá, e novamente durante o reino de Ramessés III. As defesas egípcias, contudo, ao contrário das hititas, tiveram sucesso em ambas as vezes devido ao Egito estar bem melhor protegido pela distancia e geografia que a Anatólia (excessivamente próxima da terra de origem dos povos do mar).